# Rudolf Erberich
Rudolf Erberich (* 17. Dezember 1927 in Lich, Kreis Jülich; † 10. Mai 2009) war ein deutscher Politiker der SPD.

## Ausbildung und Beruf
Rudolf Erberich besuchte die Volksschule und nach deren Abschluss erlangte auch die Mittlere Reife. Er besuchte die Lehrerbildungsanstalt und absolvierte akademische Lehrgänge. Erberich belegte ein Studium an den Verwaltungsakademien Düsseldorf und Münster und erhielt das Sozialverwaltungsdiplom. Von 1950 bis 1971 war Geschäftsführer der ÖTV-Kreisverwaltung Moers. Ab 1971 fungierte er als Vorstandsmitglied der Niederrheinischen Verkehrsbetriebe AG Moers.

## Politik
Rudolf Erberich war seit 1952 Mitglied der SPD. 1965 wurde er  Vorsitzender des Unterbezirks Wesel (früher Moers). Als Vorstandsmitglied des SPD-Ortsvereins Moers war er von 1961 bis 1968 tätig. Er war von 1956 bis 1971 Mitglied des Rates der Stadt Moers. Fraktionsvorsitzender der SPD im Rat war er von 1961 bis 1968 und von 1964 bis 1971 nahm er die Tätigkeit des stellvertretenden Bürgermeisters von Moers war. Ab 1975 war er wieder Mitglied des Rates der Stadt Moers. In der  Gewerkschaft Öffentliche Dienste, Transport und Verkehr war er ab 1946 Mitglied.
Rudolf Erberich war vom 25. Juli 1966 bis 28. Mai 1980 direkt gewähltes Mitglied des 6., 7. und 8. Landtages von Nordrhein-Westfalen für den Wahlkreis 041 Moers I.